# Bryodema luctuosum
Bryodema luctuosum är en insektsart som först beskrevs av Stoll, C. 1813.  Bryodema luctuosum ingår i släktet Bryodema och familjen gräshoppor.

## Underarter
Arten delas in i följande underarter:
- B. l. luctuosum
- B. l. indum